# 母に捧げるバラード
「母に捧げるバラード」（ははにささげるバラード）は、日本のフォークバンド・海援隊のインディーズ2作目及びメジャー5作目（通算10作目）、メジャー22作目（通算27作目）のシングル。

## インディーズ盤

### 概要
- 前作「恋挽歌」から約4か月ぶりのシングルで、A面はアルバム『望郷篇』に収録されていたものとはアレンジが異なり、シングル用に新たに録音されている。
- 今作で翌年の『第16回日本レコード大賞』で企画賞を受賞し、同じく翌年の『第25回NHK紅白歌合戦』に初出場を果たした。
- オリコンチャート最高位10位を獲得。自身初のトップ10入りを果たした。
- 2007年に発売されたエレックシングルボックスでは母にささげるバラードもアルバム音源が収録されている。
- 曲の大半を占める”語り”の部分は、レコードでは（録音されたものであるので）何回再生しても当然同じ内容となるが、TV番組出演やコンサート、ライブなどでは（NHKか、民放か、番組内容、放送時間帯、番組コンセプト、持ち時間など）状況に応じてセリフに変化を付けている。（なお、レコード、CDにおいてもアルバム盤、シングルカット盤、ライブ盤、再収録盤などによって歌詞、イントロ、伴奏、メロディ、楽器編成が異なるアレンジがされている）第16回日本レコード大賞企画賞授賞式においては審査員を弄るセリフや「レコード大賞企画賞で満足するな、レコード大賞を目指せ」という内容になった。（もちろん、母親の口調を真似て博多弁で演じた）

### 収録曲
1. 母に捧げるバラード [3:58]
作詞：武田鉄矢　（レコード歌詞カードには”この詞は場所天候ステージによって大きく変更することがあります”と記述されている）
作曲：海援隊
編曲：三保敬太郎
上京したものの売れなかったため、武田が母親に宛てるフォークソングの詫び状をコンセプトに書いた楽曲[1]。
2. さすらいの譜 [4:09]
作詞：武田鉄矢
作曲：中牟田俊男

## メジャー盤

### 概要
- 前作「昭和けんかロック」から4か月ぶりのシングル。

### 収録曲
1. 母に捧げるバラード [4:01]
作詞：武田鉄矢
作曲・編曲：海援隊
インディーズ2ndシングルの表題曲のライブ音源。
2. 故郷未だ忘れ難く [3:45]
作詞：武田鉄矢
作曲：中牟田俊男
編曲：海援隊
インディーズ3rdシングルの表題曲のライブ音源。

## メジャー再発盤

### 概要
- 前作「ライスカレー」から1年3か月ぶりのシングル。

### 収録曲
1. 母に捧げるバラード
作詞：武田鉄矢
作曲・編曲：海援隊
2ndライブアルバム『一場春夢』からの音源化。
2. 母に捧げるバラード'82
作詞：武田鉄矢
作曲・編曲：海援隊
4thライブアルバム『始末記』からの音源化。

## 収録アルバム
- 望郷篇 (#2)
- 12の風景 (#2)
- 航海誌 (#1,2)
- 海援隊EPILOGUE (#2)
- 海援隊 全曲集 (#2)
- 海援隊 (#1,2)
- 海援隊/贈る言葉 (#1,2)
- 全曲集 (#1,2)
- BEST〜エレック・イヤーズ〜 (#1,2)
- 海援隊 全曲集 (#1,2)[注 1]
- ベストアルバム (#1,2)

### エピソード
1974年にジャーナリストの竹中労が、鈴木清順監督に映画が撮れるようと東映に橋渡しし、鈴木の映画復帰作として東映で映画化を予定されたことがある。内容は吉原のソープランドが舞台で、偏屈な江戸っ子が主人公と、曲のイメージとはかけ離れているが、脚本は佐々木守と東映の内藤誠の共作、主演は岡田裕介で、武田鉄矢の出演も予定し、製作も発表されていた。ところが岡田裕介が脚本を読み、自宅で父の岡田茂東映社長に「こんなホンで東映はよく映画を作っているね」と言ったら、岡田茂もホンを読み「確かに酷い」と認め、岡田茂は翌朝、出社するなり社内で怒鳴り散らし、本作の企画を出したプロデューサーをクビにし企画も潰した。武田の俳優デビューももう少し後になった。東映東京撮影所に『海援隊 母に捧げるバラード』というタイトルで準備台本が保管されている。このストーリーを活かして、1980年に内藤誠が『時の娘』という映画を製作している。

## カバー
- ヤング101 - 1974年、アルバム『さよならステージ101』（編曲：山屋清）